# Provincia de Namibe
Namibe es una de las 21 provincias en que se encuentra dividida administrativamente Angola. Namibe y su ciudad capital, del mismo nombre, eran conocidas como Moçâmedes durante el periodo de dominación portuguesa.

## Municipios con población estimada en julio de 2018
- Bibala 74,054
- Camucuio 57,805
- Moçâmedes 335,892
- Tômbwa 63,721
- Virei 37,251

## Geografía
Esta provincia tiene una extensión superficial de 57 091 km² y una población de 313 667 habitantes.

## Municipios
Esta provincia agrupa los siguientes cinco municipios:
- Bibala (Villa Arriaga).
- Camacuyo,
- Namibe (Moçamedes).
- Tombua (Puerto Alexandre).
- Virey